# Wiesław Kiser
Wiesław Kiser (ur. 20 lipca 1937 w Poznaniu, zm. 13 października 2008 tamże) – polski dyrygent, kompozytor, popularyzator muzyki i publicysta muzyczny.

## Życiorys
Ukończył studia kompozytorskie na Państwowej Wyższej Szkole Muzycznej w Poznaniu, u prof. Tadeusza Szeligowskiego. Od 1955 działał jako publicysta, w tym stały felietonista Gazety Poznańskiej. W 1963 został kierownikiem artystycznym Kameralnego Zespołu Chłopięcego przy Poznańskim Chórze Chłopięcym. Odbył z tym zespołem kilka podróży zagranicznych zbierając bardzo dobre recenzje. W 1970 założył Chór Chłopięcy "Szpaki" w Gnieźnie. Był jego dyrygentem i kierownikiem artystycznym. Odbył ponad tysiąc koncertów w całym kraju oraz Europie (był m.in. w NRD, Czechosłowacji, ZSRR, Bułgarii, RFN, Finlandii i Francji). Zdobył nagrody na konkursach międzynarodowych, w tym I miejsce na festiwalu w Pardubicach i II miejsce w Tampere. Był dyrektorem Podstawowej Szkoły Muzycznej w Gnieźnie. Od 1970 do 1974 był konferansjerem koncertów muzycznych dla młodzieży szkół artystycznych.
Tworzył utwory chóralne, orkiestrowe i kantatowe dla polskich orkiestr symfonicznych. Zdobył III miejsce w Ogólnopolskim Konkursie Kompozytorskim na pieśń chóralną ogłoszonym przez Wielkopolskie Towarzystwo Kulturalne (Scherzo na chór mieszany a capella). Uzyskał również wyróżnienie za Rapsod o Ojczyźnie na chór męski a capella.
Pochowany został na poznańskim cmentarzu Junikowo (pole 4, kwatera 1, rząd A, miejsce 4).